# Michael Thumann
Pour les articles homonymes, voir Thumann.
Michael Thumann est un journaliste allemand né le 8 décembre 1962. Thumann est le directeur de la rédaction du Zeit à Istanbul, rédaction qui couvre le Proche-Orient. Il écrit aussi sur le monde arabe, la Russie et l'Asie centrale.
Thumann bénéficie d'une bourse de la Studienstiftung des deutschen Volkes et étudie l'histoire, la politique et les langues slaves à l'université libre de Berlin, à l'université Columbia (New York) et à l'université d'État de Léningrad.
Il commence sa carrière au Zeit comme journaliste chargé des questions politiques du sud-est de l'Europe. De 1996 à 2001, Thuman est le correspondant du Zeit à Moscou, il couvre les questions relatives à la Russie et aux populations musulmanes du Caucase et d'Asie centrale. Jusqu'en 2007, il coordonne la section politique étrangère du Zeit.
En 2000, il est chercheur au Woodrow Wilson International Center for Scholars (WWIC) à Washington pendant 3 mois. De 2005 à 2009, il est membre du conseil consultatif du Kennan Institute for Advanced Russian Studies, un institut du WWIC qui étudie les pays issus de l'ancienne URSS. En 2010, il est chercheur invité pour traiter de la politique étrangère turque (Bosch Fellow) à la Transatlantic Academy à Washington.

## Publications
- Das Lied von der russischen Erde. Moskaus Ringen um Einheit und Größe, Deutsche Verlags-Anstalt, 2002 (traduit en français par « La Puissance russe. Un puzzle à reconstituer », Alvik, 2002)
- Der Islam und der Westen, Berliner Taschenbuch-Verlag, 2003;
- Land ohne Unterleib, dans : Russland und der Kaukasus (Fischer-Weltalmanach 2005);
- Turkey's Role Reversals, dans : The Wilson Quarterly, été 2010;
- Der Islam-Irrtum. Europas Angst vor der muslimischen Welt, Eichborn Verlag, 2011.

## Source
- (de) Cet article est partiellement ou en totalité issu de l’article de Wikipédia en allemand intitulé « Michael Thumann » (voir la liste des auteurs).